# Paul Ramsey (Theologe)
Paul Ramsey (* 10. Dezember 1913 in Mendenhall, Mississippi; † 29. Februar 1988 in Princeton, New Jersey) war ein US-amerikanischer evangelisch-methodistischer Theologe und Bioethiker.
Ramsey leitete in den 1960er Jahren mit der Anwendung der Kriterien von Diskrimination und Proportionalität auf die Nukleardebatte und den Vietnamkrieg eine Renaissance der Theorie des gerechten Krieges ein.
Ramsey war Harrington Spear Paine Professor of Religion an der Princeton University und gilt mit seinem Buch The Patient as Person als einer der Begründer der Bioethik.

## Werke
- War and the Christian Conscience: How Shall Modern War Be Conducted Justly? Durham, North Carolina 1961
- The Just War: Force and Political Responsibility, New York 1968
- The patient as person. explorations in medical ethics, (3) 1973 New Haven, Connecticut
- Speak Up for Just War or Pacifism. A Critique of the United Methodist Bishops' Pastoral Letter "In Defense of Creation". Pennsylvania State University Press, 1988

| Personendaten    | Personendaten                                           |
| ---------------- | ------------------------------------------------------- |
| NAME             | Ramsey, Paul                                            |
| KURZBESCHREIBUNG | US-amerikanischer evangelischer Theologe und Bioethiker |
| GEBURTSDATUM     | 10. Dezember 1913                                       |
| GEBURTSORT       | Mendenhall, Mississippi                                 |
| STERBEDATUM      | 29. Februar 1988                                        |
| STERBEORT        | Princeton, New Jersey                                   |